# دریاچه فلاو
دریاچه فلاو (به کردی سورانی: گۆمی فێڵاو) در منطقهٔ بالاکایاتی واقع در شهرستان چومان قرار دارد، که در حدود ۱۶۰ کیلومتری شمال‌شرق استان اربیل در کردستان عراق جای گرفته است. این دریاچه که از مرکز شهر حدود ۱۶۰ کیلومتر فاصله دارد، یکی از جاذبه‌های گردشگری محبوب در فصل‌های زمستان و بهار به‌شمار می‌رود.

## مکان
این دریاچه در شمال منطقهٔ گردشگری جیناسان و در میان کوه‌های سیکال و حصار، که بخشی از رشته‌کوه‌های منطقهٔ بالاکایاتی است، قرار دارد. دریاچهٔ فلاو با ارتفاع ۳۰۰۰ متر از سطح دریا، مرتفع‌ترین دریاچه در اقلیم کردستان عراق به‌شمار می‌آید.